# Marie Andrieux
Marie Andrieux (ur. 22 kwietnia 1980) – francuska narciarka, specjalistka narciarstwa dowolnego. Nie startowała na mistrzostwach świata w narciarstwie dowolnym ani na igrzyskach olimpijskich. Najlepsze wyniki w Pucharze Świata osiągnęła w sezonie 2002/2003, kiedy to zajęła 7. miejsce w klasyfikacji generalnej. W sezonie 2003/2004 była trzecia w klasyfikacji half-pipe’a.
W 2004 r. zakończyła karierę.

## Sukcesy

### Puchar Świata

#### Miejsca w klasyfikacji generalnej
- 2002/2003 – 7.
- 2003/2004 – 11.

#### Miejsca na podium
1. Saas-Fee – 22 listopada 2003 (Halfpipe) – 3. miejsce